# 小野寺政人
小野寺政人（おのでら まさと、1983年7月14日 - ）は、 日本のラグビー選手。

## プロフィール
- 岩手県滝沢市（旧滝沢村）出身。
- ポジションはフッカー(HO)、プロップ(PR)。
- 身長 175cm、体重 90kg

## 略歴
2002年、盛岡工業高校卒業後、東海大学に入る。なお盛岡工業高校時代、花園へ3度出場した。
2006年、東海大学卒業後、釜石シーウェイブスに加入。9シーズンプレーした。
2006年9月2日に行われたトップイーストリーグ11第1節の秋田ノーザンブレッツラグビーフットボールクラブ戦で途中出場ながら公式戦初出場を果たす。
2014年、チームのFWリーダーに就任して、チームのトップチャレンジ出場とトップリーグ入れ替え戦出場に貢献した。